# 日本動物記 (漫画)
『日本動物記』（にほんどうぶつき）とは1970年代に『コロコロコミック』に連載された、飯森広一の動物漫画。
基本的に1話完結で、主人公・西野トオル以外は全く登場人物が変わるスタイルを取っている。

## 登場人物
西野トオル（にしの とおる）
趣味は動物に関することなら何でも集めること。動物が好きで日本各地の様々な動物（奈良のニホンジカ、上野動物園のパンダなど）を見に行き、その事件に首を突っ込む事になる。
主人公とは言え、あくまでも主役は動物であり、西野はどちらかというと「狂言回し」の役割に近い。